# 2006年の交通
2006年の交通（2006ねんのこうつう）とは、2006年（平成18年）に起こった交通関係の出来事をまとめたページである。
2005年の交通 - 2006年の交通 - 2007年の交通

## 出来事の一覧

### 2月
- 3日
  - （船舶事故）  エジプト船籍の船「アル・サラーム・ボッカチオ98」が紅海で沈没する事故が発生。
- 16日
  - （開港）  神戸空港

### 3月
- 16日
  - （移転開港）  北九州空港 ⇒ 新北九州空港
  - （移転開港）  種子島空港 ⇒ 新種子島空港

### 4月
- 1日
  - （ダイヤ改正）  遠州鉄道バス
  - （事業廃止）  秋田市交通局
  - （合併）  京阪宇治交通・京阪宇治交通田辺、京阪バスと合併（21世紀最初の大型バス事業者同士の合併）。
- 9日
  - （船舶事故）  鹿児島県佐多岬沖を航行中の水中翼船「トッピー4」が流木に衝突し、乗客 110名が衝突時の振動により負傷する事故が発生。

### 5月
- （海運）  中国国務院が天津北方国際航運センターの建設計画を制定[1]
- （海運）  中国交通部が「天津北方国際輸送センター・交通インフラ発展計画の指導意見」公布[1]

### 6月
- 1日
  - （事業者名変更）  横須賀京急バス ⇒ 湘南京急バス
- 12日
  - （ダイヤ改正）  遠州鉄道バス

### 8月
- （海運）  大連港で大窯湾保税港区設立[1]
- 31日
  - （海運）  中国国務院が天津港東疆港区を東疆保税区とすることで批准[1]

### 9月
- 28日
  - （名称変更）  バンコク国際空港 ⇒ ドンムアン空港 （タイ）
  - （開港）  スワンナプーム国際空港 （タイ）

### 12月
- 22日
  - 中国バス（旧）
    - （事業廃止）  私的整理・再生手続きにより、事業を両備バスの子会社である中国バス（新）に譲渡。

  - 中国バス（新）
    - （事業承継）  私的整理・再生手続きにより、中国バス（旧）から事業を承継。